# 大坦沙

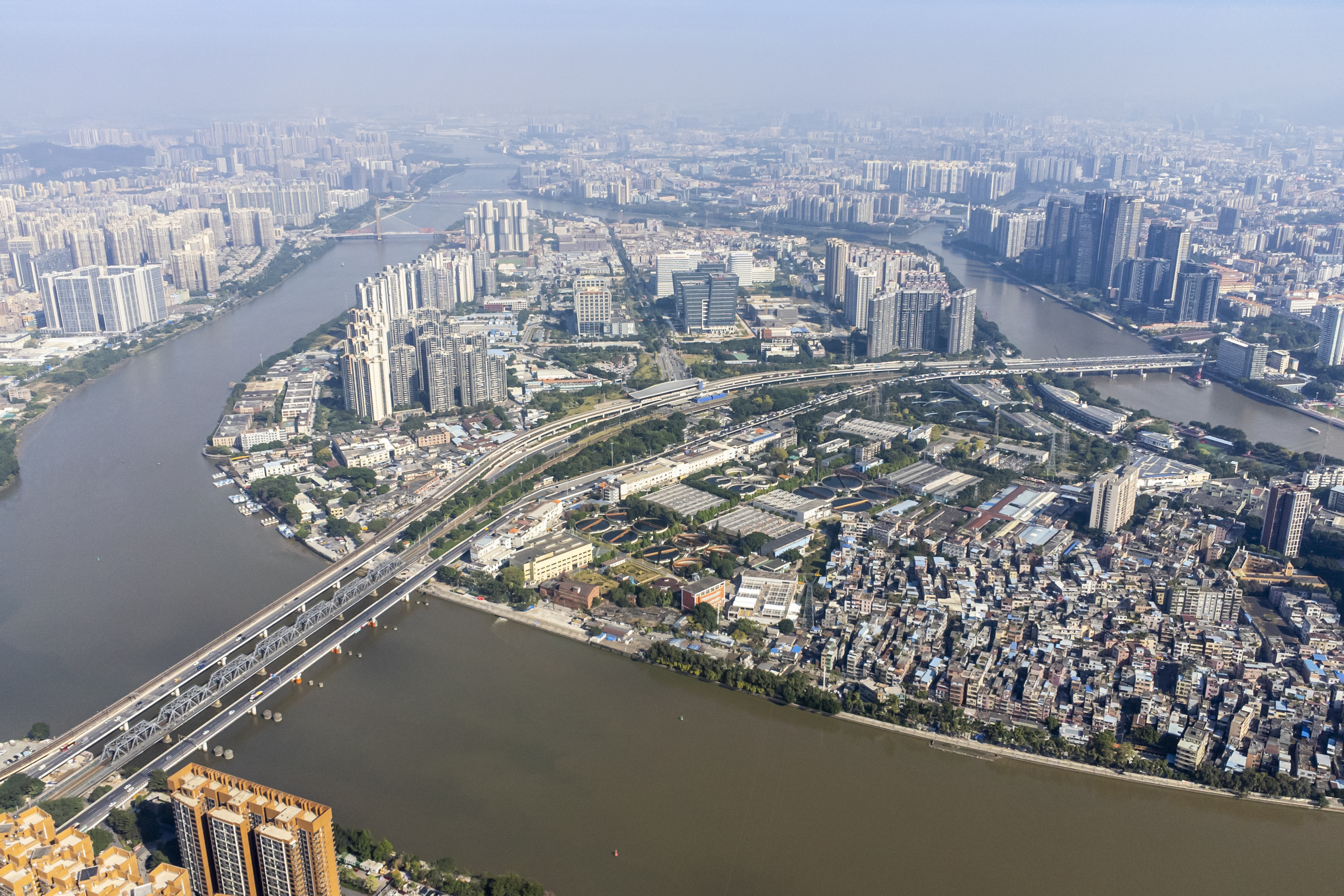
大坦沙，从南向北望去。横贯其中的桥梁是珠江大桥和内环路广佛放射线。

大坦沙位于中国广州市西部，是珠江沙贝海以南的江心沙洲，由流溪河、白坭河、增埗河等冲积的牛牯沙、大坦沙、大坦尾3个小沙洲合并而成，面积4.4平方公里。有河沙村、坦尾村及西郊村一部分，原属白云区，2002年起改属荔湾区管辖，全岛属桥中街道。
该处地势低洼，对岸泮塘的泮塘五秀在此还有少量种植。珠江大桥和内环路广佛放射线分东、西二桥贯穿东西，还有广茂铁路通过。东南角有海角红楼泳场、大坦沙污水处理厂，中南部有万科柏悦湾、中北部有珠岛花园、花语水岸等住宅区，西部有广州市第一中学高中部。1963年以“双桥烟雨”入选羊城八景之一，未来将打造为旅游、商务区。目前该岛绝大多数居民属于外来人口，属于荔湾区治安状况最严峻的地带之一。
2021年9月25日，广州医科大学附属第一医院大坦沙院区（广州实验室暨广州医科大学附属第一医院国家呼吸医学中心临床基地）在该岛桥中中路28号正式落成。

## 公共交通
- 广州地铁5号线、广州地铁6号线：坦尾站
- 广州地铁6号线：河沙站